# Juan Vicente Pérez
Juan Vicente Pérez Mora (27 tháng 5 năm 1909 – 2 tháng 4 năm 2024) là một người sống trăm tuổi với 114 tuổi và 311 ngày người Venezuela. Ông là người đàn ông sống lâu đời nhất được xác nhận trên thế giới kể từ sau khi Saturnino de la Fuente García của Tây Ban Nha qua đời vào ngày 18 tháng 1 năm 2022. Pérez cũng là người đàn ông cuối cùng còn sống được xác nhận là sinh vào thập niên 1900.

## Đầu đời
Pérez sinh ngày 27 tháng 5 năm 1909 tại El Cobre, Venezuela, là người con thứ chín của Euquitio Pérez và Edelmira Mora. Năm 1938, Pérez kết hôn với Ediofina del Rosario García và họ có tất cả sáu con trai và năm con gái.
Năm 31 tuổi, Pérez cùng vợ chuyển đến thị trấn Caricuena để mua một trang trại. Ông trở thành cảnh sát trưởng của Caricuena vào năm 1948. Vào cuối những năm 1950, Pérez được thuê để tham gia công việc xây dựng đường cao tốc giữa San José de Bolívar và Queniquea. Vào khoảng những năm 1960, ông đã bán đất trang trại của mình ở Caricuena để mua một ngôi nhà ở San José de Bolívar, nơi ông vẫn sống tới hiện tại. Pérez là người theo đạo Công giáo cả đời.

## Những năm sau này
Năm 2007, ở tuổi 98, Pérez tháo răng giả và bắt đầu sử dụng xe lăn. Tuy nhiên, ông vẫn có thể đi lại được một thời gian ngắn ở ngoài thời kì trăm tuổi.
Khi được tuyên bố là người đàn ông lớn tuổi nhất còn sống vào ngày 17 tháng 5 năm 2022, có thông tin cho rằng Pérez vẫn không có vấn đề gì về sức khỏe và có thể nhớ lại những ký ức thời thơ ấu của mình. Ông cho biết sở dĩ ông sống lâu như vậy là vì ông đã làm việc chăm chỉ, cầu nguyện tràng hạt Mân côi hai lần một ngày và uống một ly aguardiente mỗi ngày.
Vào ngày 18 tháng 1 năm 2022, sau khi Saturnino de la Fuente García qua đời tại Tây Ban Nha, Pérez trở thành người đàn ông lớn tuổi nhất thế giới. Điều này đã được Sách Kỷ lục Guinness Thế giới xác nhận vào ngày 4 tháng 2 và công bố vào ngày 17 tháng 5. Ngày 1 tháng 6, ông trở thành người đàn ông cuối cùng sinh vào thập niên 1900 được biết đến.
Pérez bước sang tuổi 114 vào tháng 5 năm 2023, trở thành người đàn ông thứ bảy được xác nhận là đã làm được điều này, và là người đầu tiên sau 12 năm (kể từ Jiroemon Kimura).
Tính đến 24 tháng 3, 2025, Pérez là người đàn ông được xác nhận lớn tuổi thứ sáu từ trước đến nay và là người sống lâu đời thứ sáu được xác nhận trên thế giới.